# Alice Adams (Film)
Alice Adams ist ein US-amerikanisches Melodram aus dem Jahr 1935 mit Katharine Hepburn unter der Regie von George Stevens. Der Film basiert im Wesentlichen auf dem gleichnamigen Theaterstück von Booth Tarkington.

## Handlung
Alice Adams lebt in bescheidenen Verhältnissen in der Kleinstadt South Renford. Weil sie keinen Verehrer abgekommen hat, muss Alice in Begleitung ihres Bruders auf eine elegante Party bei der hochmütigen Mildred Palmer gehen. Als wäre das nicht Demütigung genug, ist Alice gezwungen, ein Kleid aus der vorherigen Saison zu tragen, und statt frischer Veilchen kann sie sich lediglich ein Bouquet von fast verwelkten Blumen leisten. Die anderen Gäste lassen Alice ihre unterlegene soziale Stellung spüren und schneiden sie. Erst Arthur Russell, der Cousin von Mildred, fragt sie schließlich um einen Tanz. Die Party endet für Alice im Desaster, als ihr Bruder angetrunken mit den Dienstboten Karten spielt und sie Arthur bitten muss, ihren Bruder aus dem Haus zu bekommen. Tief verletzt weint sich Alice später in den Schlaf. Die Dinge nehmen jedoch eine positive Wendung. Einige Tage später trifft sie erneut auf Arthur, der ganz entzückt von Alices Charme ist. Aus Scham wegen der beengten finanziellen Situation bittet Alice ihren Verehrer jedoch nicht hinein. Zwischen den beiden entwickelt sich eine Romanze. Als Alice jedoch ein glanzvolles Essen plant, um Arthur ihrer Familie vorzustellen, geht die Sache gründlich schief. Die Hausangestellte ist mit der Situation heillos überfordert, die Familienmitglieder benehmen sich daneben, und Arthur fühlt sich extrem unwohl. Nach dem Desaster erwartet eine tief beschämte Alice eigentlich, dass Arthur sie nie wieder sehen will. Doch der junge Mann zeigt Charakter und beschließt, die Romanze trotz der Klassenunterschiede fortzusetzen. Am Ende sieht auch die finanzielle Situation für die Familie Adams nicht mehr ganz so trübe aus.

## Hintergrund
Die Karriere von Katharine Hepburn begann 1932 mit Eine Scheidung spektakulär an der Seite von John Barrymore. Für ihre zweite Rolle in Morning Glory bekam sie 1933 den Oscar als Beste Darstellerin und mit Vier Schwestern aus demselben Jahr hatte Hepburn einen großen finanziellen Erfolg. Die nachfolgenden Filme floppten jedoch meist an der Kinokasse und Anfang 1935 war ihre Zukunft als Star von RKO ernsthaft in Gefahr. Das Studio setzte große Hoffnung in eine Adaption von Booth Tarkingtons sozialkritischem Stück Alice Adams, für das der Autor 1921 den Pulitzer-Preis bekommen hatte. Eine erste Verfilmung stammte aus dem Jahr 1923, bei der King Vidor Regie führte und seine Ehefrau Florence Vidor die Rolle der Alice spielte. Die Drehbuchautoren erhielten jetzt den Auftrag, die Grundstruktur des Stücks beizubehalten, die sozialen Kommentare und vor allem das tragische Ende des Stücks jedoch unbedingt zugunsten eines Happy Ends zu ändern. Während im Stück Alice am Ende allein zurückbleibt und sich ihr Bruder auch noch als Dieb herausstellt, geht die Geschichte jetzt gut aus, inklusive einer neuen Chance für Mr. Adams. Der Film bedeutete den Durchbruch für den Regisseur George Stevens, der die Aufgabe jedoch erst bekam, nachdem es Hepburn nicht gelang, den von ihr favorisierten William Wyler durchzusetzen.

## Kinoauswertung
Die Herstellungskosten beliefen sich am Ende auf 342.000 US-Dollar. An der Kinokasse erwies sich der Film als leidlich populär und spielte insgesamt 770.000 US-Dollar ein. Für das Studio ergab sich ein Gewinn von 164.000 US-Dollar.

## Kritiken
Die Kritiker lobten einhellig die Hauptdarstellerin.
The New York World-Telegram nannte Hepburn superb ("Miss Hepburn gives a performance that is superb"), während die New York Times die Darstellung sensibel und zwingend fand ("Alice is as striking and sensitive a performance as any she has given.").

## Auszeichnungen
Bei der Oscarverleihung 1936 erhielt der Film Nominierungen in den Kategorien:
- Bester Film
- Beste Darstellerin (Katharine Hepburn)